# Shoots and Ladders
Shoots and Ladders es una canción de la banda estadounidense de nu metal Korn para su álbum debut homónimo. Fue lanzada como el tercer sencillo del álbum en 1995.

## Música y estructura
El título es una parodia del juego infantil Serpientes y escaleras. La letra de la canción consiste esencialmente en una serie de canciones de cuna. Además, es la primera canción de Korn que cuenta con gaitas.
El tema utiliza las siguientes canciones infantiles en su composición:
- Ring Around the Rosie
- One, Two, Buckle My Shoe
- London Bridge Is Falling Down
- Baa, Baa, Black Sheep
- This Old Man
- Mary Had a Little Lamb

## Concepto
«Fue escrita porque todos los niños pequeños cantan estas canciones de cuna y no saben lo que originalmente significan. Todo el mundo está tan feliz cuando cantan Ring Around the Rosie, pero se trata de la Peste Negra. Todas ellas tienen oscuras historias detrás» – Jonathan Davis.

## En directo
La canción ha sido una parte central de sus espectáculos desde el quinto concierto de Korn el 13 de junio de 1994, a pesar de que estuvo ausente durante la mayor parte de las fechas de la banda en la gira de promoción de su álbum Untitled. Durante algunas actuaciones en directo la canción solía ser seguida por una breve versión de One, cover de Metallica. En otras ocasiones incluyó un fragmento instrumental de Daddy a modo de introducción, así como varios medleys de otras canciones de Korn. Un pequeño extracto de The Blister Exists de Slipknot se tocó dentro de Shoots and Ladders en el 2007.

## Video musical
Al igual que en el anterior sencillo Blind, el vídeo de Shoots and Ladders muestra a Korn frente a una energética multitud y tocando delante de un castillo falso. Se puede ver a Munky con cinta adhesiva sobre su boca, saliendo de un campo de malas hierbas; en el principio se ve a Jonathan atado, colgado boca abajo. Otras personas desconocidas, probablemente amigos de la banda, aparecen en diversas partes del video. La banda admite que este fue el video que más les costó realizar. Fue emitido por primera vez en octubre y noviembre de 1995.

## Premios
Fue nominada para un Premio Grammy en 1997 por Mejor Interpretación de Metal. Esta es la primera nominación para Korn en los premios Grammy.